# Улянов
Уля̀нов или Улянув (на полски: Ulanów) е град в Югоизточна Полша, Подкарпатско войводство, Нисковски окръг. Административен център е на градско-селската Уляновска община. Заема площ от 8,20 км2.

## География
Градът се намира в историческия регион Малополша. Разположен е при устието на река Танев в Сан.

## Население
Според данни от полската Централна статистическа служба, към 1 януари 2014 г. населението на града възлиза на 1 472 души. Гъстотата е 180 души/км2. Преди Втората световна война 40% от населението на Улянов са евреи.

## Култура
Всяка година през юни се организира фестивал за благотворителност.